# Boniface Tshosa Setlalekgosi
Boniface Tshosa Setlalekgosi (ur. 14 września 1927 w Serowe, zm. 25 stycznia 2019 w Gaborone) – botswański duchowny rzymskokatolicki, w latach 1982–2009 biskup Gaborone.

## Życiorys
Święcenia kapłańskie przyjął 22 lipca 1963. 30 listopada 1981 został prekonizowany biskupem Gaborone. Sakrę biskupią otrzymał 6 marca 1982. 5 lutego 2009 przeszedł na emeryturę. Zmarł 25 stycznia 2019 w Gaborone.